# Chorzowska 50
Biurowiec Chorzowska 50 – biurowiec klasy A, położony w Katowicach przy ul. Chorzowskiej 50. 
Już od 2001 roku biurowiec Chorzowska 50 funkcjonuje na rynku katowickim, stale zwiększając swoją atrakcyjność, czego dowodem jest fakt, iż w "Chorzowskiej 50" swoje siedziby ulokowały najbardziej prestiżowe firmy regionu i kraju jak chociażby: Mentor Graphics, Ernst & Young, Centrum Medicover, Deutsche Bank, Pramerica Financial, Spółki z Grupy ING, Kancelaria Prawna Sołtysiński Kawecki & Szlęzak, AXA oraz wiele innych.
Intensywność zabudowy kompleksu biurowego wynosi 4.15. Obiekt jest traktowany przez miejskie władze jako jedna z "wizytówek miasta". Powierzchnia kompleksu wynosi około 2,22 ha i została włączona do Katowickiej Specjalnej Strefy Ekonomicznej rozporządzeniem Rady Ministrów z dnia 2 XI 2006 w sprawie Katowickiej Specjalnej Strefy Ekonomicznej, Dz. U. z dnia 8 XI 2006.
Położenie Chorzowskiej 50 umożliwia bezpośredni dostęp do tras prowadzących na lotnisko, do Warszawy, Poznania, Krakowa, Gliwic oraz łatwy dostęp do środków komunikacji miejskiej. 
Budynek oddalony jest o 15 minut drogi od Dworca Centralnego i 4 minuty od dworca PKS.
Od końca 2013 bank ING rozpoczął relokację swoich jednostek z innych lokalizacji w Katowicach i Siemianowicach Śląskich do budynku "Chorzowską 50". Celem tych relokacji była konsolidacja jednostek centrali banku ING. Proces relokacji był skoordynowany z dekomercjalizacją budynku biurowego zgodnie z wygasaniem umów najmu. Ostatecznie w roku 2017 około 97% powierzchni biurowej było zajęte przez bank ING. W roku 2015 zmieniono oznakowanie budynku poprzez usunięcie oznaczeń "Chorzowska 50" i zastąpienie ich logotypami banku ING.
Na parterze budynku nadal funkcjonują lokale handlowe i usługowe. Główni najemcy to Medicover i Salon Optyczny SKOPTYK.

## Parametry
- Powierzchnia całkowita: 40 300 m²
- Typ: Biurowiec